# Rudolf May (SA-Mitglied)
Rudolf May (* 5. Oktober 1902 in Schossendorf, Bezirk Böhmisch Leipa, Österreich-Ungarn; † 8. Juli 1941 in der Sowjetunion) war ein österreichisch-deutscher SA-Führer, zuletzt im Rang eines SA-Brigadeführers.

## Leben und Betätigung
May beteiligte sich bereits als Neunzehnjähriger im Jahr 1922 an der Gründung der österreichischen Sektion der NSDAP. Etwa zur selben Zeit engagierte er sich im Aufbau einer Ordnertruppe für diese, aus der schließlich der österreichische Zweig der nationalsozialistischen Sturmabteilung (SA) hervorging. In die 1925 neugegründete NSDAP trat May zum 12. März 1927 ein (Mitgliedsnummer 52.963).
Spätestens ab Ende der 1920er Jahre betätigte sich May mehrheitlich innerhalb der Wiener SA. Mit der Beförderung zum SA-Oberführer mit Wirkung zum 1. Januar 1931 avancierte er zu einem der höchsten SA-Funktionäre in Österreich.
Als Teilnehmer an gewaltsamen Aktionen der österreichischen NSDAP und SA wurde May vor 1933 mindestens einmal verhaftet und zu einer sechsmonatigen Haftstrafe verurteilt. Im Juni 1933 wurde erneut ein Steckbrief der Polizeidirektion Wien für ihn erlassen. Der Festnahme konnte er sich entziehen, indem er untertauchte.
Am 24. Juni 1933 wurde May von Hermann Reschny zur Österreichischen Legion, einer ins Deutsche Reich geflüchteten paramilitärischen Einheit aus österreichischen NS-Anhängern und -Sympathisanten kommandiert, mit deren Aufstellung die NS-Regierung zu Anfang desselben Monats begonnen hatte. Nach seinem Dienstantritt in Lagerlechfeld bei Augsburg, wo sich die Legion konzentrierte, am 26. Juni 1933 wurde May Adjutant und Personalchef der Legion. Neben Reschny und dem Stabschef der Legion Kirchbach zählte er fortan zum engsten Führungszirkel der Legion. 
In der Folgezeit hatte er die aus Österreich ankommenden Flüchtlinge auf ihre politische Zuverlässigkeit im Sinne der Nationalsozialisten zu überprüfen und „Hochstapler“ und Spitzel innerhalb der Österreichischen Legion zu identifizieren. Kommissarisch amtierte May außerdem von Juni bis August als Verwaltungsführer des Lechfelder Lagers. Kurz darauf, am 1. Juli 1934, wurde er zum SA-Brigadeführer befördert.
Auf Anregung Reschnys erhielt May am 8. August 1933 von Heinrich Himmler einen Dienstausweis der Bayerischen Politischen Polizei (BPP). Als Verbindungsmann der Österreichischen Legion zur BPP war er fortan dazu ermächtigt, Personen, die er verdächtigte, als Spitzel der österreichischen Regierung in die Österreichische Legion eingeschleust worden zu sein, selbständig verhaften zu lassen.
Zum 13. September 1933 wurde May in die Oberste SA-Führung versetzt. Am 16. Dezember 1933 erhielt er die deutsche Staatsbürgerschaft.
Im Zusammenhang mit der Röhm-Affäre wurde May unter dem Verdacht einer Beteiligung an den angeblichen Umsturzbestrebungen des Stabschefs der SA, Ernst Röhm, am 3. Juli 1934 verhaftet. Er wurde zunächst im KZ Dachau gefangen gehalten und später ins KZ Lichtenburg überführt. Von dort wurde er am 26. Juli 1934 auf Fürsprache Reschnys schließlich wieder auf freien Fuß gesetzt.
1936 übernahm May die Führung der SA-Brigade 137 in Magdeburg. Nach dem „Anschluss Österreichs“ an das Deutsche Reich im Frühjahr 1938 wurde er als Führer der Brigade 95 „Steiermark“ nach Graz geschickt. Im Mai 1939 wurde May dann zur SA-Gruppe Mitteldeutschland zurückversetzt und vertretungsweise mit der Führung der SA-Brigade 38 in Halle an der Saale beauftragt, deren Führung er dann offiziell vom 1. Juni 1939 bis zu seinem Tod innehatte.
Ab 1940 nahm May als Soldat am Zweiten Weltkrieg teil. Er starb während des Russlandfeldzuges bei Kampfhandlungen im Juli 1941.